# Interceptor Body Armor

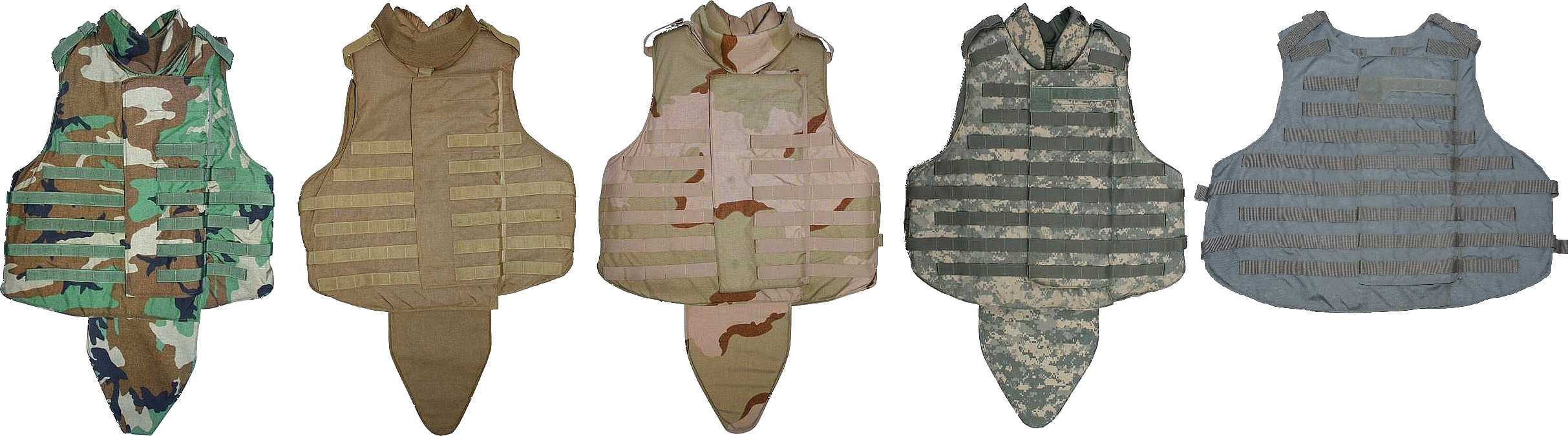
Зовнішній Тактичний Жилет (Outer Tactical Vest) з встановленими захисним коміром та захистом пахвинної ділянки. Зліва направо: в камуфляжі вудленд, койот-коричневому, 3-кольоровому пустельному бойовому патерні, та універсальному камуфляжному патерні.

Interceptor Body Armor (IBA, Перехоплювальна Натільна Броня) — персональна модульна бронезахисна система Армії США, компонентами якої є бронежилет OTV (Outer Tactical Vest), керамічні бронепластини SAPI (ESAPI) та додаткові модулі захисту шиї, поясу верхніх та нижніх кінцівок, пахвини, та інш.

## Історія

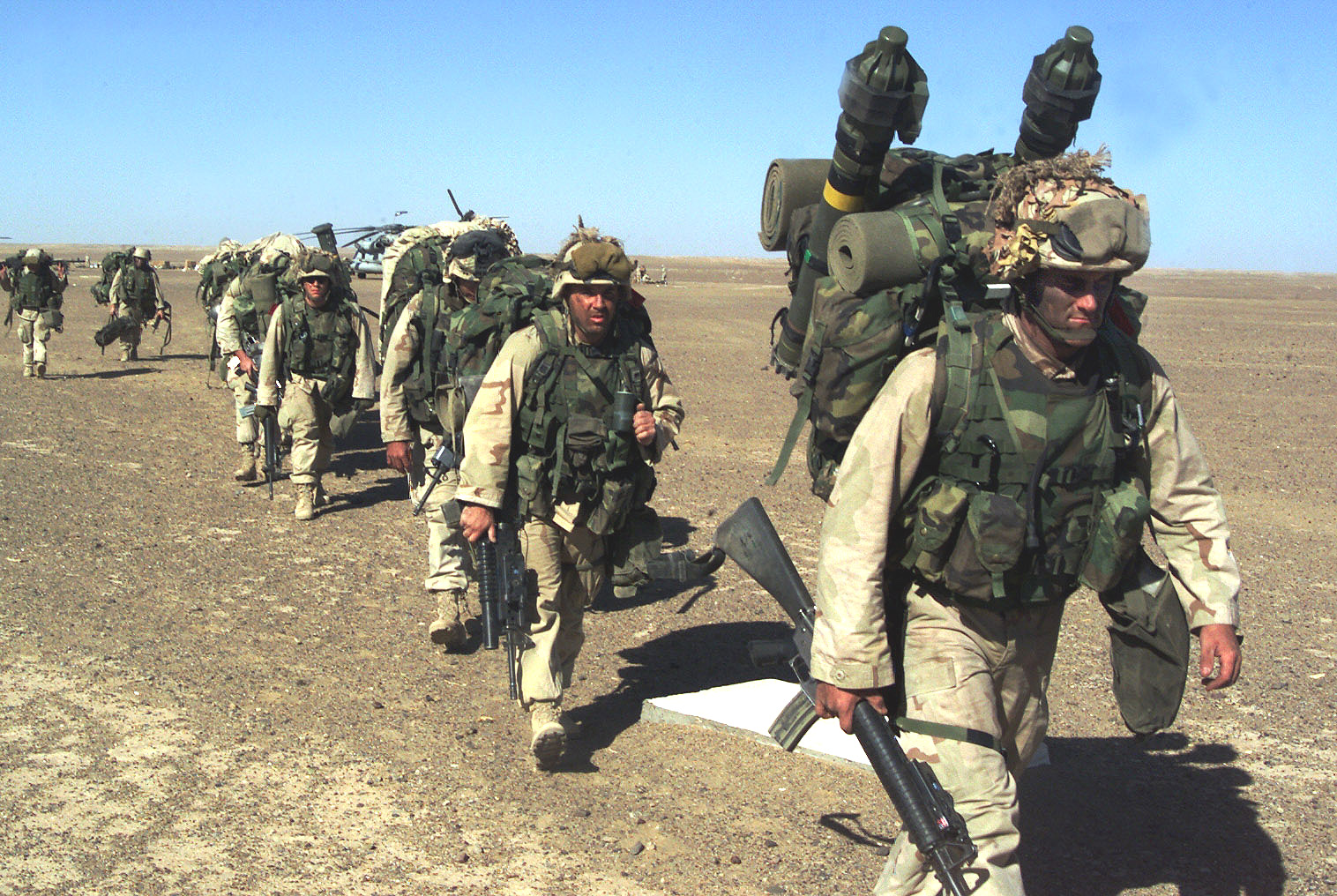
Морські піхотинці США на марші, споряджені Interceptor body armor, листопад 2001, в ході війни в Афганістані.

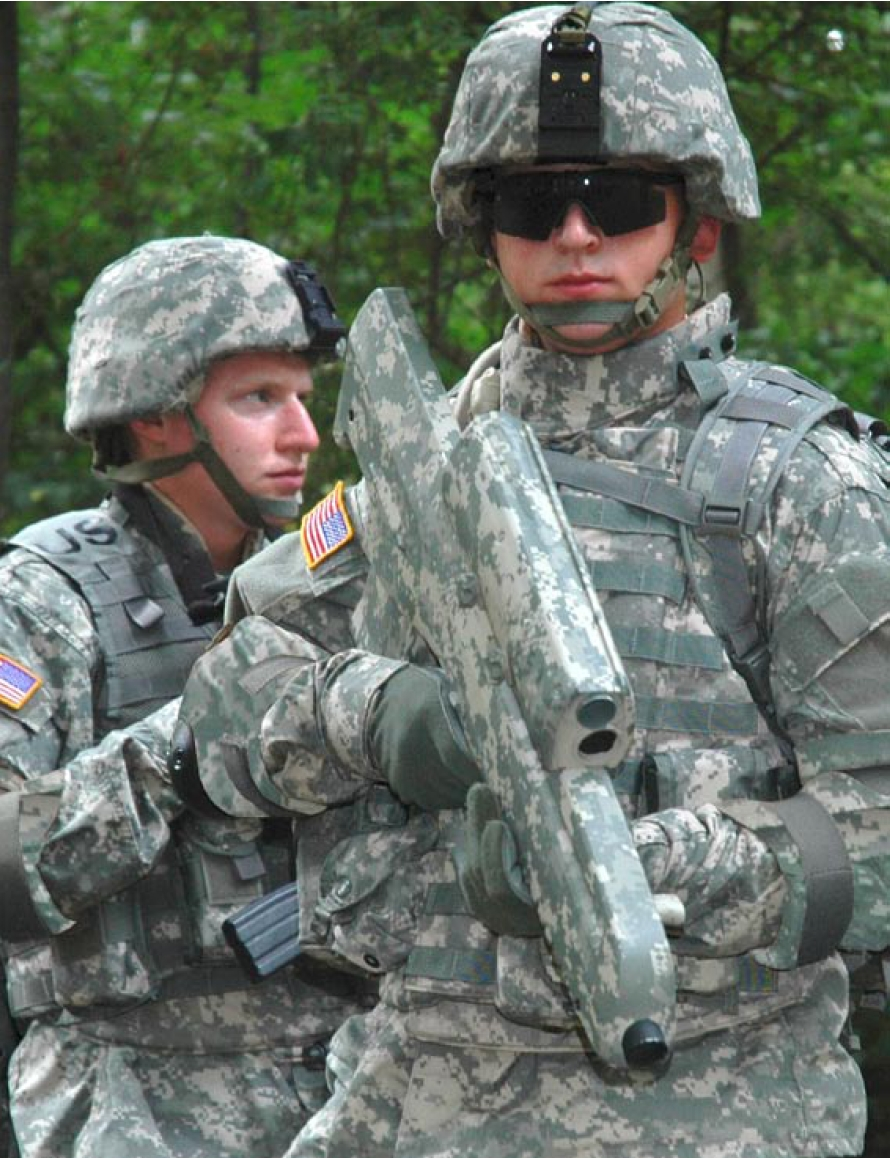
Рядові сухопутних військ США в бронежилетах Interceptor

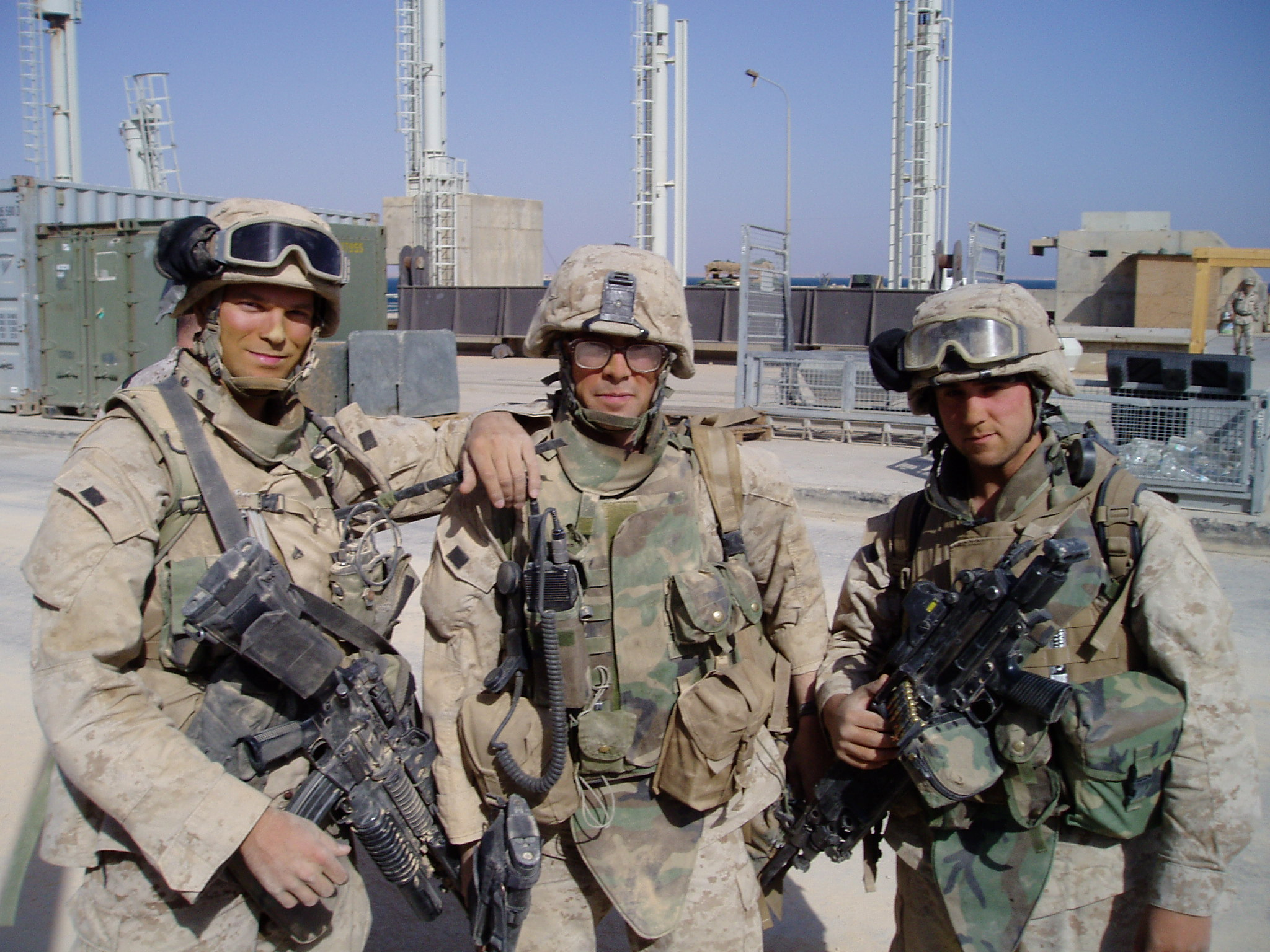
Морські піхотинці США в бронежилетах OTV

Систему IBA почали використовувати в Армії США в кінці 1999-на початоку 2000-х, як заміна попередньої Системи Персонального Бронезахисту Сухопутних Військ (Personnel Armor System for Ground Troops, PASGT) . Основне використання бронесистеми відбувалось до другої половини 2000-х, на початку 2010-х в дії зустрічається вкрай рідко.
Матеріали для IBA були розроблені Агентством передових оборонних дослідницьких проектів США (Defense Advanced Research Projects Agency, DARPA) в 1990-х. В той час DHB Industries' Point Blank Body Armor, Inc. отримав контракт на розробку бронесистеми від Дослідницького Центру Солдатського Спорядження Армії США (U.S. Army Soldier Systems Center). IBA був презентований 13 квітня 1998, в кінці липня 1998 Oakland Park отримав 5-річний контракт на серійну продукцію бронежилетів. Бронежилет використовувався солдатами Армії США у війні в Афганістані 2001 року та в Іраку 2003 року. Перший варіант IBA для Армії США мав камуфляж М81 Вудленд (M81 Woodland). Досить швидко почав випускатись в кольорі койот-коричневий (coyote-brown) для Корпусу Морської Піхоти Сполучених Штатів. В Іраку та Афганістані морські піхотинці використовували IBA як в вудленді, так і в койот-коричневому. З часом вудленд був замінений на 3-кольоровий Пустельний Бойовий патерн (3-color Desert Combat pattern), потім на універсальний камуфляжний патерн (Universal Camouflage Pattern) . Також існує в чорному кольорі (для сил правоохорони та журналістів) і в помаранчевому (використовується інструкторами КСП СШ та цивільними).

## Компоненти IBA
- Зовнішній Тактичний Жилет (Outer Tactical Vest, OTV), виготовлений з плетіння кевлару, здатен зупиняти пістолетну кулю 9 мм швидкістю 426 м/с. При швидкості пістолетної кулі в 465 м/с імовірність розриву м'якої броні становить 50 %. PALS-лямки на передній та задній частині жилета дозволяють встановлювати підсумки для гранат, радіостанції, тощо. Дизайн жилету дозволяє використовувати його з розвантажувальними системами FLC, ALICE, MOLLE та ILBE. Жилет важить 3,8 кг, випускається в 5-ти розмірах від XS до XL (система розмірів бронеплит SAPI співвідноситься з розміром жилету).[2]

- Захисні Вставки Від Малої Стрілецької Зброї (Small Arms Protective Inserts, SAPI) — дві (передня та задня) бронепластини з керамічного карбіду бору, вкритого шаром поліетилену надвисокої молекулярної маси Spectra (R). Бронепластини здатні зупиняти кулі калібру 7,62 мм, випущені з початковою швидкістю 838 м/с. Вага пластини середнього розміру — 1,8 кг. З травня 2004 SAPI почали вироблятись з більшою товщиною, що додавало міцності. З березня 2005 почалося поступове їх заміщення на пластини з поліпшеними захисними властивостями ESAPI (вага пластини середнього розміру 2,5 кг).

Додатковий захист передбачав:
- Захист комірцевої ділянки, захист пахвинної ділянки.
- Система Захисту Дельтоподібної та Аксилярної Ділянки (Deltoid and axillary protection system, DAPS), вага комплекту 2,3 кг.
- Додаткові бокові носії бронепластин (вага бокової пластини ESBIs — 1,75 кг).
- Розширена Бронезахисна Система (Armor Protection Enhancement System) — система розроблена для КМП СШ, аналог DAPS, передбачала додаткове встановлення кевларового захисту шиї, пахвинної ділянки, захисту плечового поясу. Система виявилась дуже некомфортною і була швидко замінена на систему Quadgard з захистом верхніх та нижніх кінцівок.
- Quadgard, додаткова система м'якої броні верхніх та нижніх кінцівок, розроблена для КПМ СШ, використовувалась переважно стрільцями кулеметної турелі.

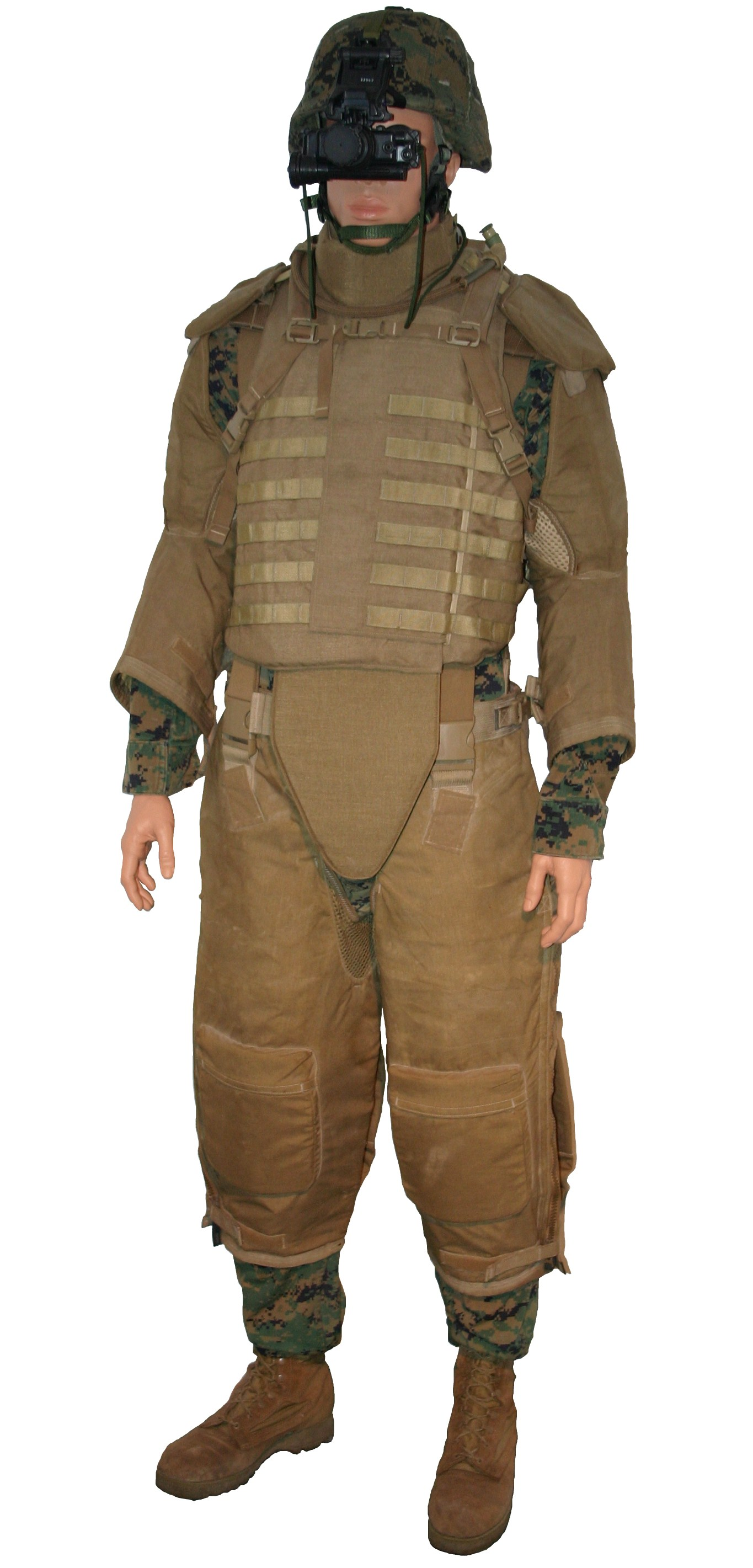
Морський піхотинець США, оснащений OTV та додатковим захистом Quadgard IV.

Для вирішення питання, чи знижує бронежилет показники стрілецької ефективності бійців, в 2005 році було проведено дослідження за участю 1-ї Бригади, 1-ї Піхотної Дивізії (Механізованої), у Форт Райлі, штат Канзас. Дизайн експерименту мав становити показники ураження цілі в залежності від використання спорядження солдата, положення при стрільбі, займаної військової посади, досвіду, а також відстань до цілі, час експозиції та видимість силуету цілі. Дослід виявив, що цілі ближче 150 м солдати уражають краще при використанні бронежилета, ніж без нього. Бронежилет дає негативний вплив при роботі по цілях, що знаходяться далі, ніж 200 м, і це може вплинути на ефективність марксменів. Дослідження також встановило, що при використанні бронежилета позиція стрільби з коліна була більш ефективною.

## Подальший розвиток
IBA значно збільшив виживання солдатів у бою, проте мав певні недоліки. Проведене DefenseWatch судово-експертне дослідження в КМП СШ виявила, що «42% жертв, померлих від ізольованих травм тулуба, можна було б запобігти поліпшеним захистом в ділянках навколо бронепластин жилету. Майже 23% можливо б вижило при захисту по середній аксилярній лінії. Ще 15% померли від травм незахищеного плечового суглобу та верхніх кінцівок». Для виправлення ситуації, бокова броня відсилалась в Ірак в зростаючих кількостях, проте багато військових відмовлялись від неї, як від додаткового навантаження, що, як вони пояснювали, знижує мобільність та знижує шанси на виживання в певних бойових ситуаціях.
10 травня 2006 Армія США оголосила про проведення відкритого конкурсу для компаній з розробки нового покоління бронежилетів. У підсумку, з кінця 2007 року Армія США почала заміняти OTV на Покращений Зовнішній Тактичний Жилет (Improved Outer Tactical Vest, IOTV). Ще раніше, у вересні 2006, КМП СШ оголосив про перехід на Модульний Тактичний Жилет (Modular Tactical Vest, MTV) , що став основним бронежилетом американських морських піхотинців в Іраку. Враховуючи особливості гірської місцевості, для котрої MTV виявився заважким, з 2008 року, серед КМП СШ в Афганістані почав запроваджуватись більш легкий Регулюємий Носій Пластин (Scalable Plate Carrier, SPC) .

## Цитати
1. ↑  Interceptor Body Armor. Global Security. 7 липня 2011. Архів оригіналу за 11 червня 2017. Процитовано 23 березня 2013. The INTERCEPTOR System went into production in 1998 under a five-year contract awarded by US Army Natick Soldier Center contracting. On 27 July 1998 Point Blank Body Armor Inc.*, Oakland Park, Fla., was awarded on July 23, 1998, $5,573,715, as part of an $82,265,250 firm-fixed-price, indefinite delivery/indefinite quantity contract for 10,475 U.S. Marine Corps Tactical Body Armor (INTERCEPTOR) Outer Tactical Vests (OTV). Work will be performed in Oakland Park, Fla., and is expected to be completed by July 6, 1999. Of the total contract funds, $5,573,715 will expire at the end of the current fiscal year. There was an announcement on the World Wide Web on April 13, 1998, and six bids were received. The contracting activity is the U.S. Army Soldier Systems Command, Natick, Mass. (DAAN02-98-D-5006).
2. ↑  Interceptor Body Armor. Global Security. 7 липня 2011. Архів оригіналу за 11 червня 2017. Процитовано 21 липня 2013. OTV is available in five sizes, XS through XL, with the same sizing system used for the SAPI plates).
3. ↑  Interceptor Body Armor. Global Security. 7 липня 2011. Архів оригіналу за 11 червня 2017. Процитовано 21 липня 2013. A July 2005 study quantified the effects of Soldier equipment on lethality through multi-factor logistic regression using data from range experiments with the 1st Brigade, 1st Infantry Division (Mechanized), at Fort Riley, Kansas. The designed experiment of this study estimated the probability of a qualified US rifleman hitting a human target. It used the rifleman's equipment, posture, Military Occupational Specialty (MOS), and experience along with the target's distance, time exposure and silhouette presentation as input factors. The resulting family of mathematical models provides a Probability of Hit prediction tailored to a shooter-target scenario. The study showed that for targets closer than 150 meters, Soldiers shot better while wearing body armor than they did without. Body armor had a negative effect for targets farther than 200 meters, and this could significantly impact the employment of the Squad Designated Marksman. The study also showed that the kneeling posture was an effective technique and recommended standardized training on this method of firing.
4. ↑  sftt.org. Interceptor OTV Body Armor Cost Lives, An Internal USMC Reports Shows. Interceptor Body Armor. Архів оригіналу за 13 лютого 2006. Процитовано 15 травня 2006. [Архівовано 2006-02-13 у Wayback Machine.]
5. ↑  Архівована копія. Архів оригіналу за 10 лютого 2007. Процитовано 21 липня 2013.{{cite web}}:  Обслуговування CS1: Сторінки з текстом «archived copy» як значення параметру title (посилання) [Архівовано 2007-02-10 у Wayback Machine.]